# J. Maarten Troost
J. Maarten Troost (* 1969 in Groningen) ist ein Reiseschriftsteller mit niederländischen und tschechischen Vorfahren, der seine Erfahrungen in Ostasien und dabei besonders auf Inseln im Südpazifik und während eines dreimonatigen Trips durch China beschreibt.  
Er veröffentlichte vier Romane sowie Beiträge und Essays für National Geographic, The Atlantic Monthly, The Washington Post und The Prague Post, für letztere in seiner Studentenzeit. Darüber hinaus war er bei der Weltbank tätig. Drei seiner Romane spielen in der Südsee und thematisieren seine Erfahrungen in Fidschi, Französisch-Polynesien, Kiribati, Samoa und Vanuatu, wo er jeweils einige Zeit lebte. Im 2013 erschienenen Headhunters on My Doorstep thematisiert er darüber hinaus seine zeitweilige Alkoholabhängigkeit und deren Überwindung. Ein Roman über Zukunftsthemen (I Was Told There’d Be Sexbots: Travels Through the Future) sollte 2017 erscheinen, ist Stand August 2020 aber noch unveröffentlicht.
Troost wuchs in Kanada auf. Er ist verheiratet und lebt mit seiner Frau und zwei Kindern im Großraum Washington. Er besitzt die niederländische, kanadische und US-amerikanische Staatsbürgerschaft.

## Werk
- 2004: The Sex Lives of Cannibals (dt.: Billard mit Kokosnüssen, Knaur-Taschenbuch-Verlag)
- 2006: Getting Stoned with Savages (dt.: Die Verlockungen der Südsee, Knaur)
- 2008: Lost on Planet China (Broadway Books)
- 2013: Headhunters on My Doorstep (Gotham)